# Artem Smolar
Artem Hryhorowycz Smolar (ukr. Артем Григорович Смоляр; Artiom Grigorjewicz Smolar, ros. Артём Григорьевич Смоляр; ur. 4 lutego 1985 w Horodnie) – ukraiński i były rosyjski siatkarz, grający na pozycji środkowego, były reprezentant Rosji.

## Sukcesy klubowe
Liga rosyjska:
- 2010, 2015[6]
- 2011, 2016

Klubowe Mistrzostwa Świata:
- 2014[7]

Superpuchar Rosji:
- 2014, 2020

Liga ukraińska:
- 2025[8]
- 2022, 2024[9]

Superpuchar Ukrainy:
- 2023[10], 2024[11]

Puchar Ukrainy:
- 2024[12], 2025[13]